# Pomme de chêne

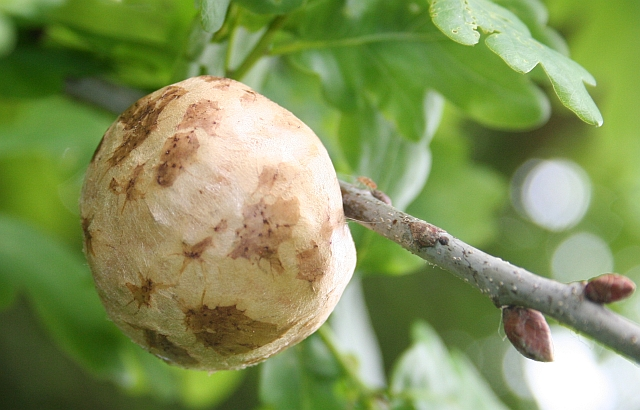
Pomme de chêne (Worcestershire, Angleterre)

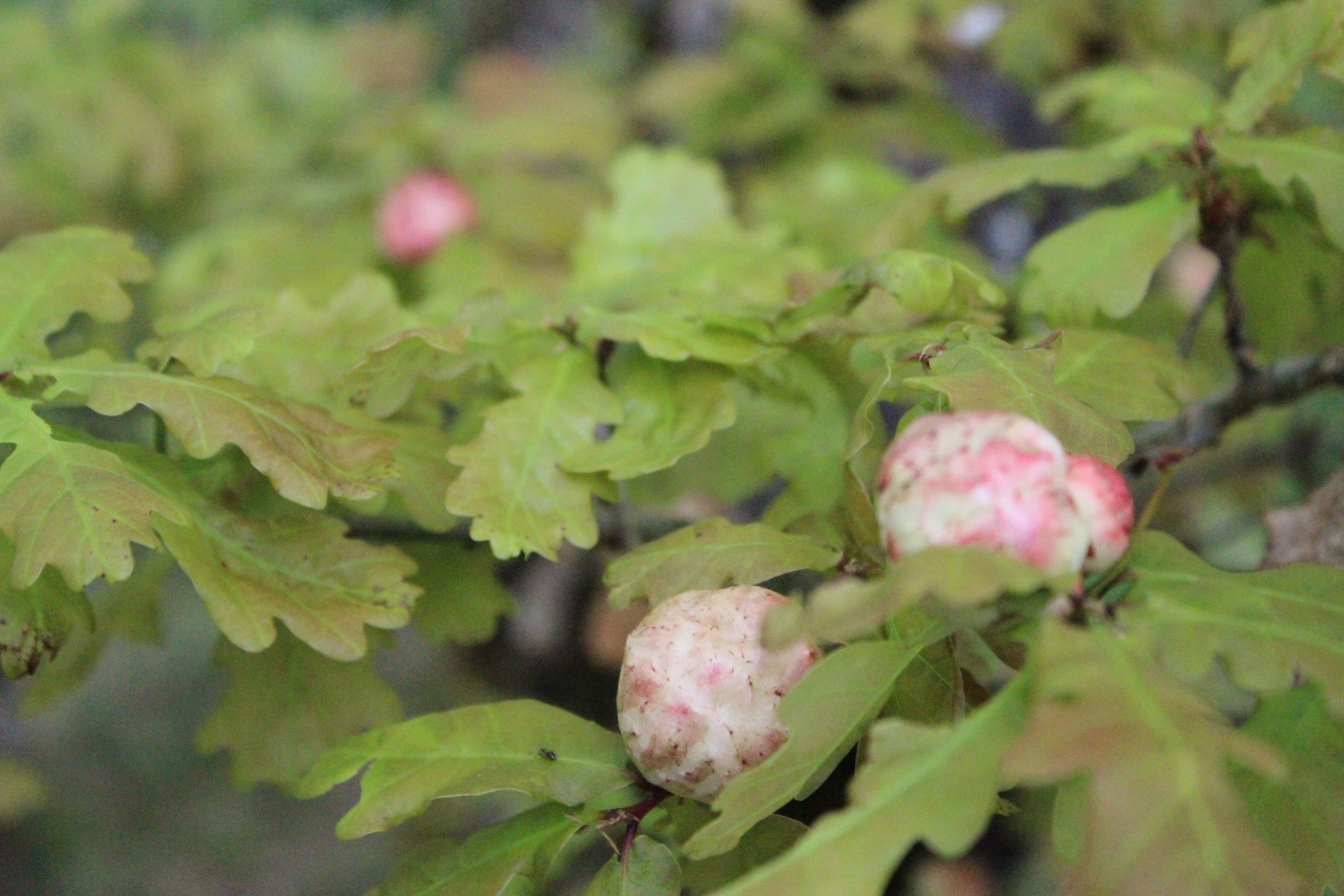
Galles Pommes de Chêne (en Limousin)

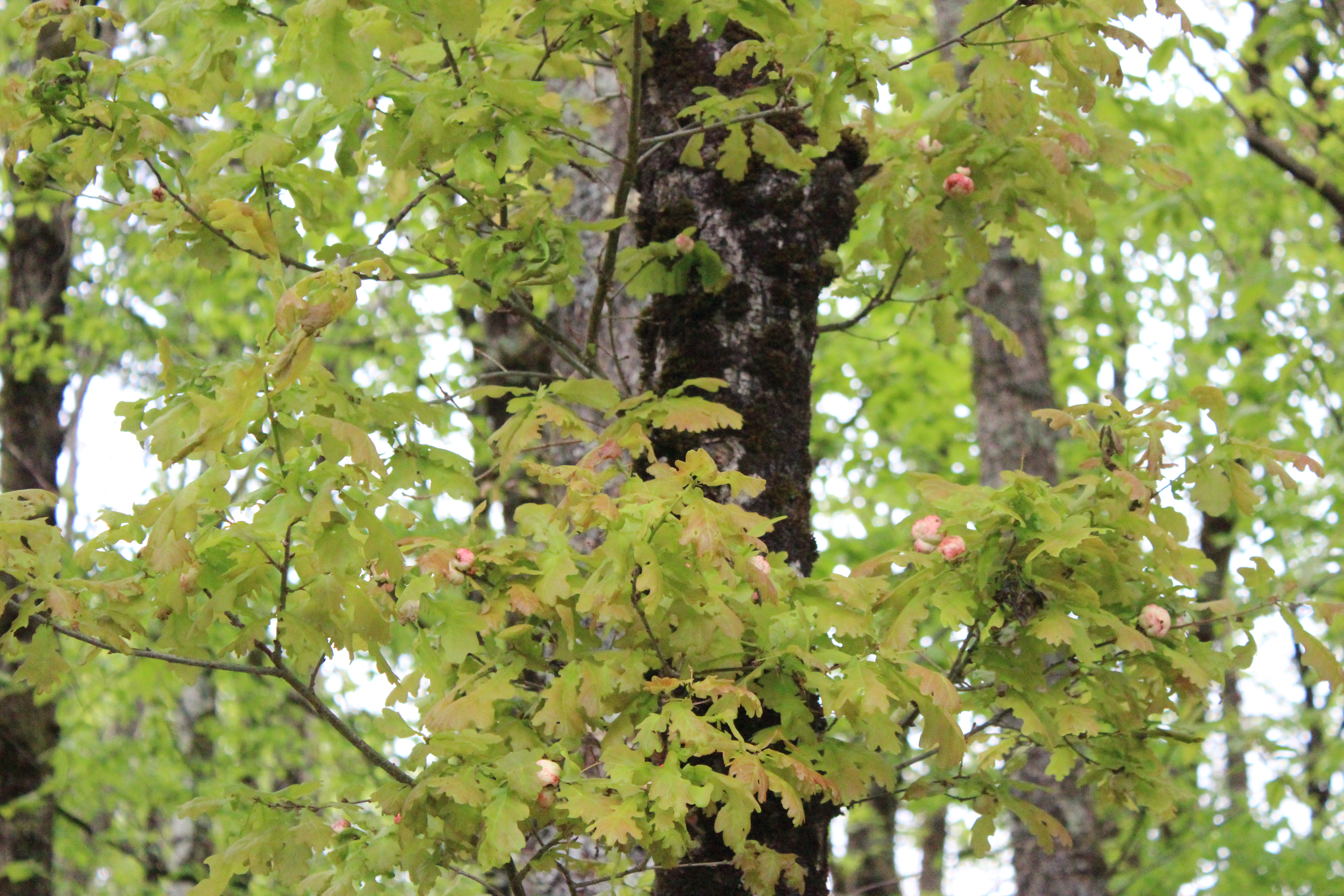
Jeunes pommes de chêne sur un arbre au printemps (Haute-Vienne).

La pomme de chêne est une galle que portent fréquemment diverses espèces de chênes et qui par son volume et sa forme évoque celle d'une pomme, sans pourtant en avoir la consistance (élastique) ni la densité (peu aqueuse). Son diamètre peut varier de deux à cinq centimètres, et sa couleur du brunâtre, jaunâtre, verdâtre, rosâtre au rougeâtre.
La formation des pommes de chêne est provoquée par l'injection de substances par les larves de certaines guêpes à galles de la famille des Cynipidae.
La guêpe femelle adulte pond ses œufs un par un dans les bourgeons foliaires en développement, puis les larves se nourrissent de la galle résultant de leurs sécrétions.
Dans la « littérature » générale, la confusion entre la pomme de chêne et la  galle ronde du chêne est constante. Cette dernière est fréquemment appelée « pomme de chêne » à cause de sa ressemblance grossière et de la prépondérance de la galle ronde du chêne dans la nature. Parmi les autres galles propres aux chênes, figurent la galle en artichaut du chêne, les galles des glands causées par Andricus quercuscalicis ou Andricus dentimitratus (dans les régions méridionales), mais toutes ont une forme spécifique.
Parmi les espèces de guêpes à galles produisant des pommes de chêne figurent Biorhiza pallida en Europe, Amphibolips confluenta dans l'Est de l'Amérique du Nord et Atrusca bella dans l'Ouest de l'Amérique du Nord.

## Origine de l'encre métallo-gallique

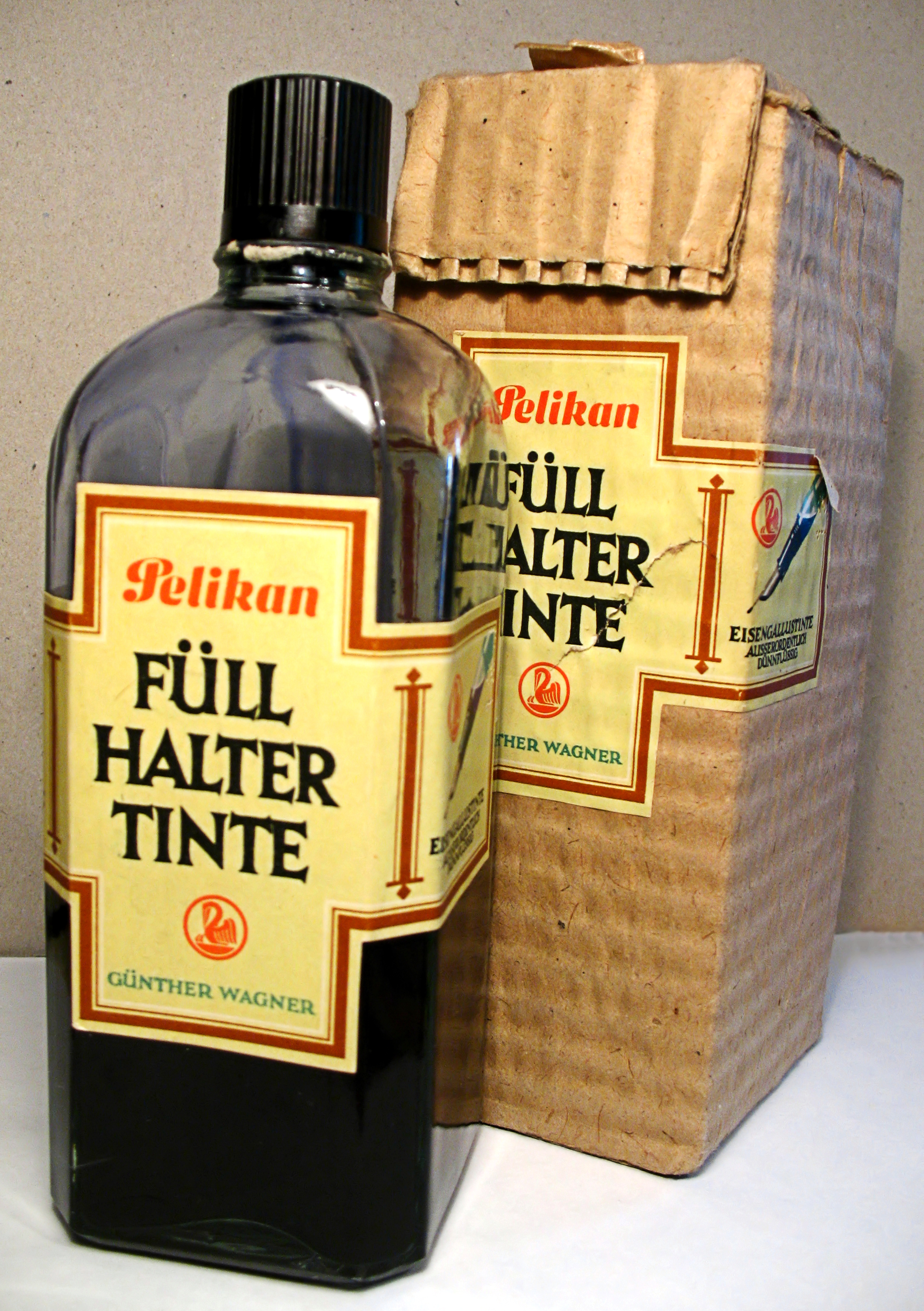
Encre métallo-gallique utilisée pour le stylo-plume.

Les pommes de chêne ont été utilisées pour fabriquer de l'encre dès l'époque de l'Empire romain. Depuis le Moyen Âge jusqu'au début du XXe siècle, l'encre métallo-gallique était la principale substance employée pour écrire en Occident.

## Folklore
Selon une croyance populaire dans les îles Britanniques, si on trouve un « ver » dans une galle le jour de la Saint-Michel (Michaelmas Day, ou en bon anglais : Michaelmas), l'année sera agréable et n'aura rien d'exceptionnel. Si on trouve une araignée, alors ce sera une mauvaise année avec pénuries et destruction des cultures. Si on trouve une mouche, ce sera une saison ordinaire mais si on ne trouve rien, des maladies graves risquent de se produire tout au long de l'année.
En Angleterre, le Oak Apple Day (Jour de la pomme de chêne), ou Royal Oak Day (Jour du chêne royal) est une ancienne fête se tenant le 29 mai pour commémorer la restauration du roi Charles II en 1660. Le nom populaire évoque un événement de la Première révolution anglaise (English Civil War), lorsque Charles II se cacha dans un chêne, le Royal Oak. Cette commémoration est encore maintenue dans certaines régions, bien que les festivités n'aient que peu de rapports avec la Restauration anglaise.

## Galerie

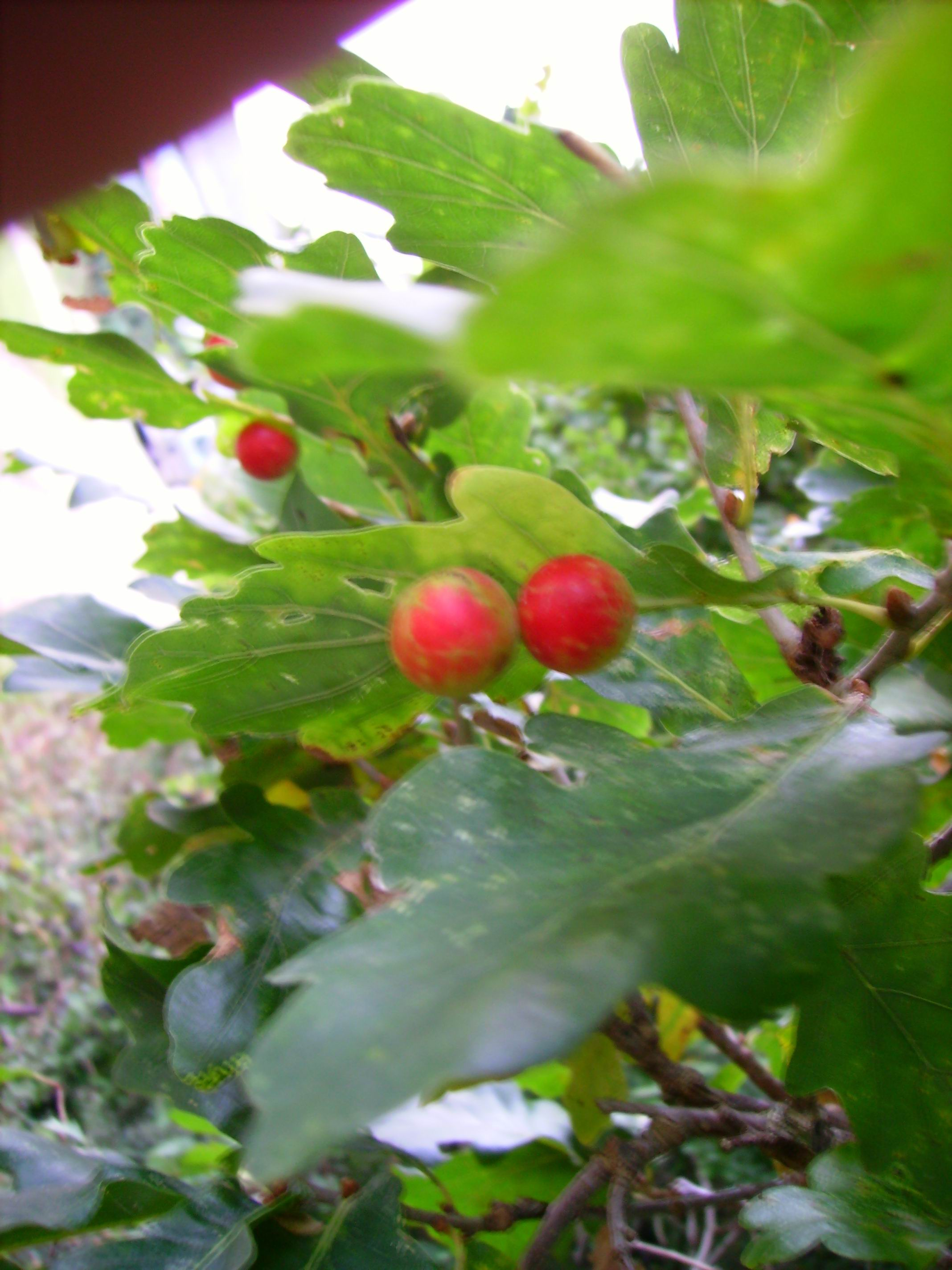
Pommes de chêne sur la face inférieure des feuilles.
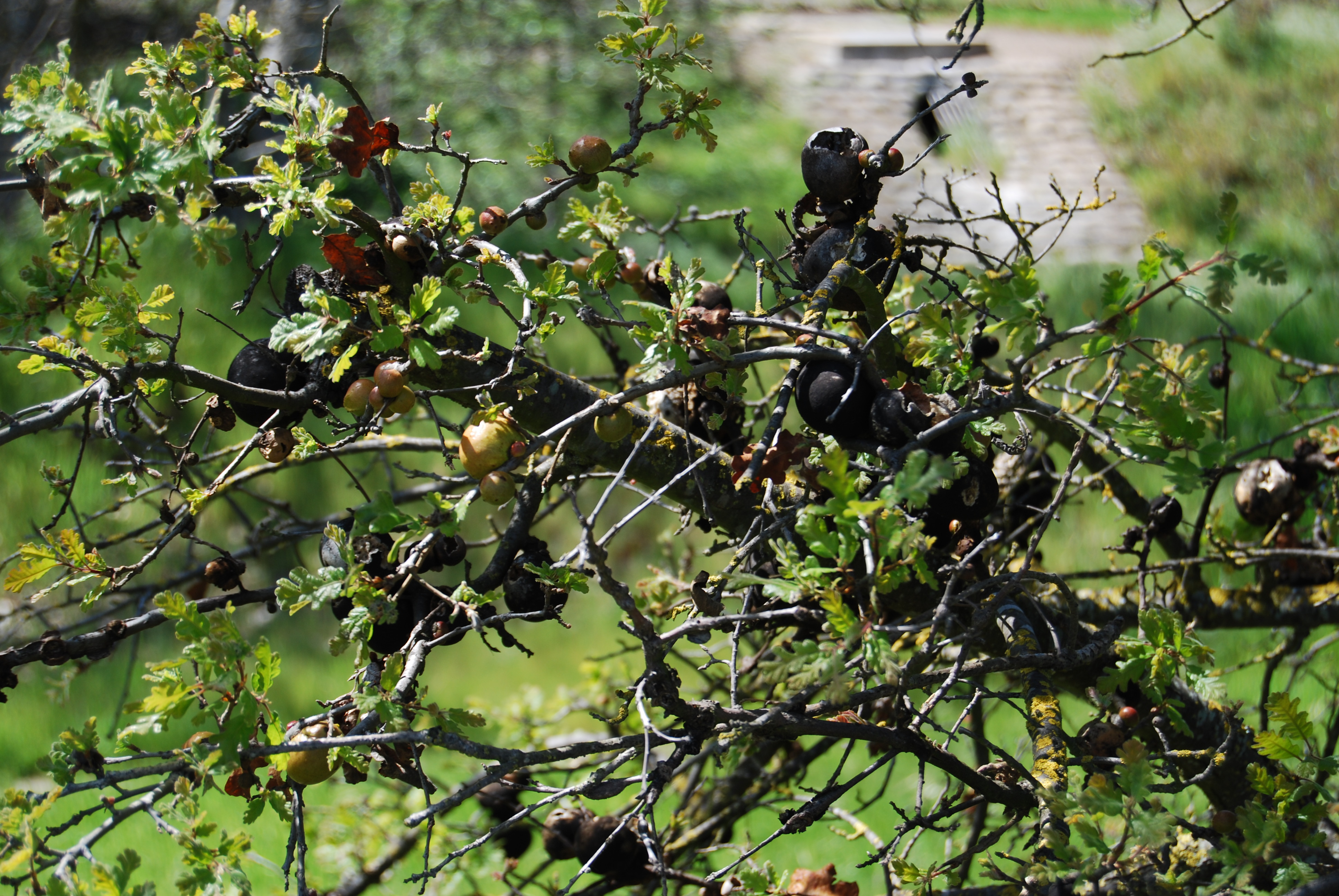
Chêne portant de nombreuses pommes de chêne.
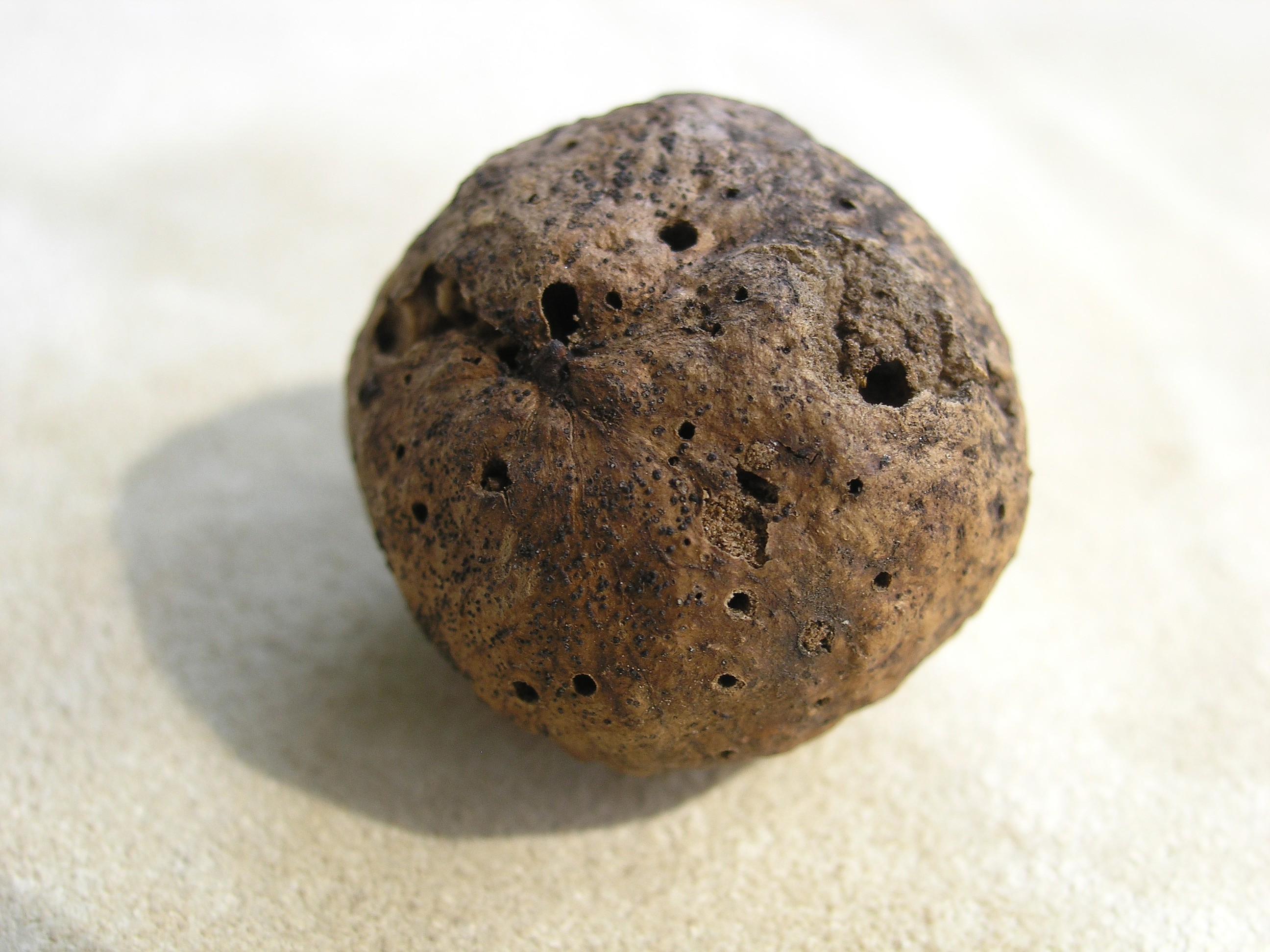
Galle ronde du chêne causée par Andricus kollari.
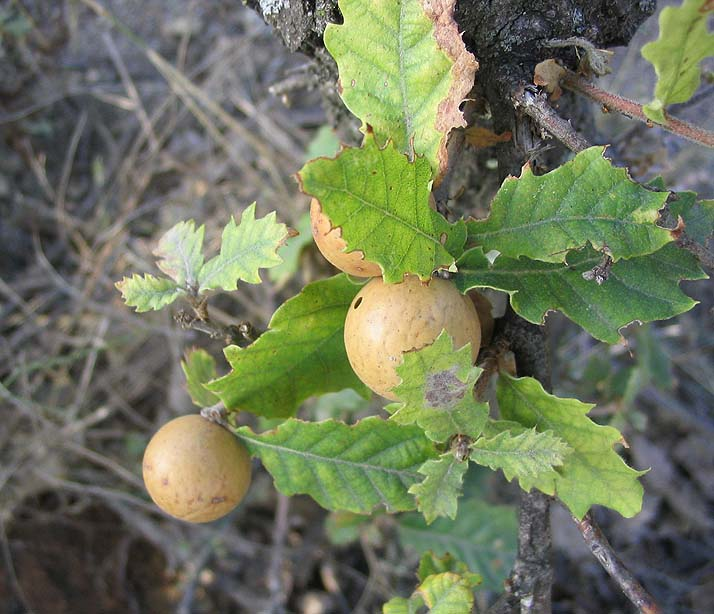
Pommes de chêne sur un rameau.
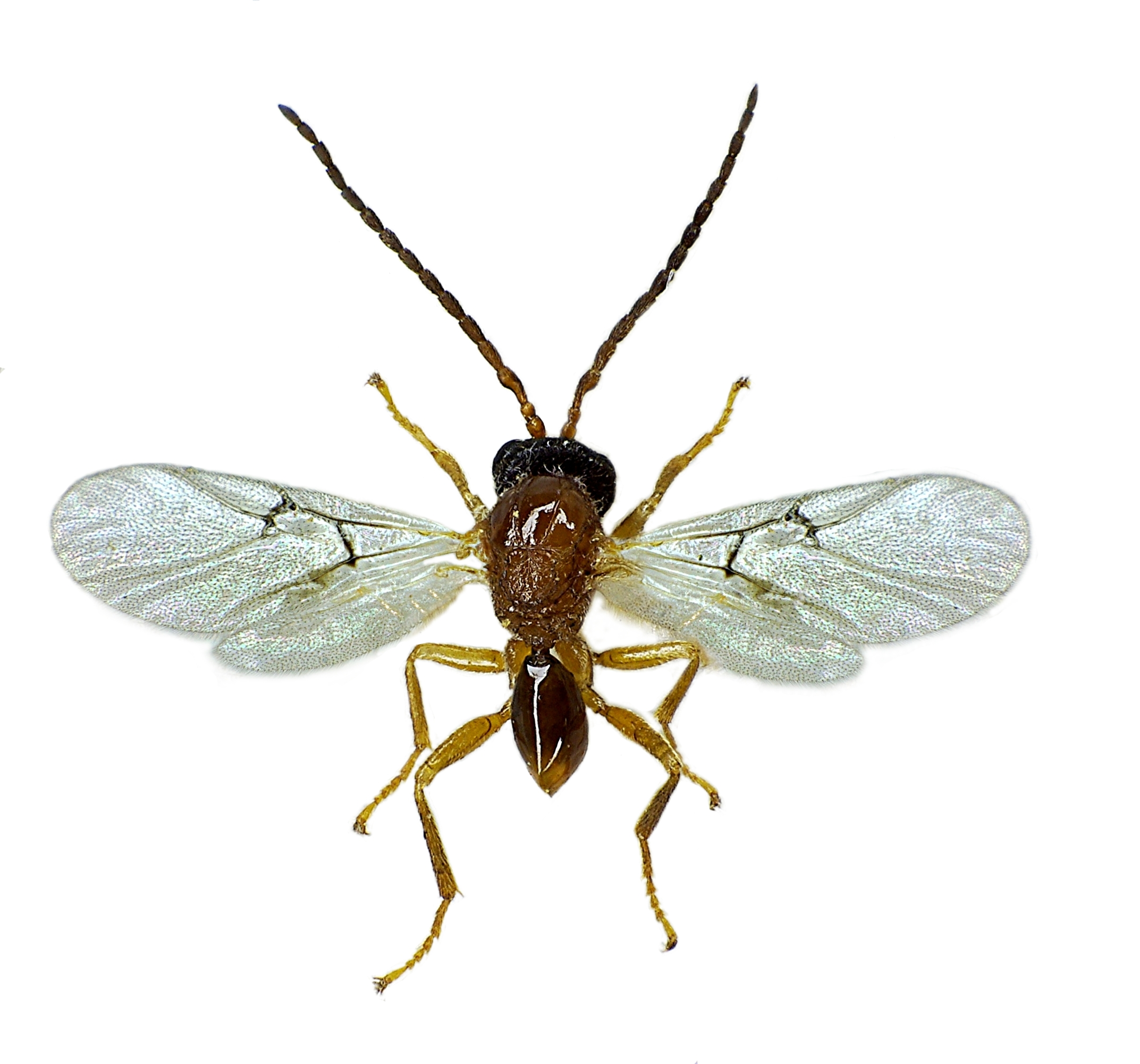
Guêpe Biorhiza pallida mâle.
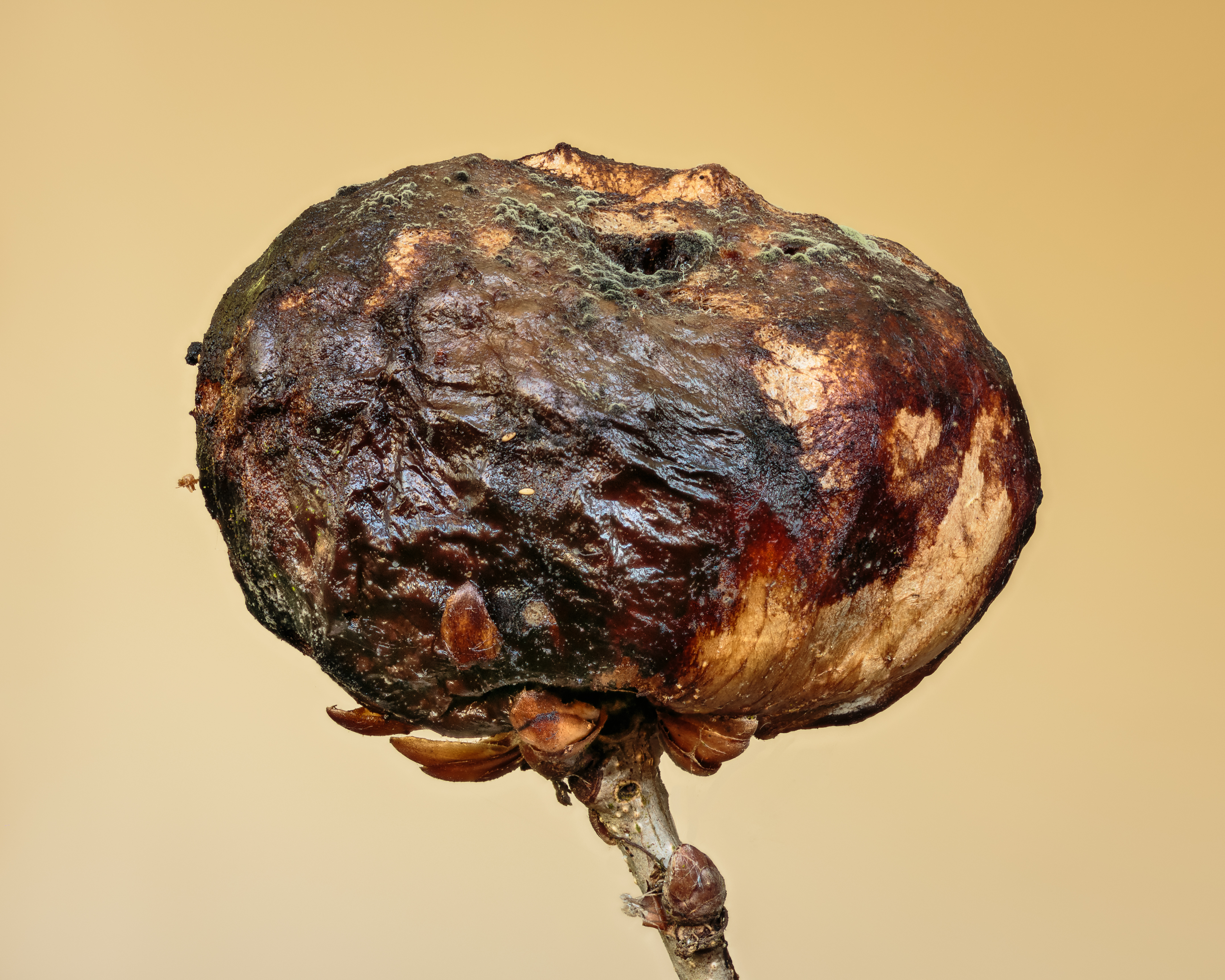
Une vieille pomme de chêne, d'un diamètre d'environ 48 mm, sur un chêne pédonculé.